# غاري بالمر
غاري بالمر (بالإنجليزية: Gary Palmer )‏ (و. 1954 – م) هو سياسي، من الولايات المتحدة الأمريكية، ولد في هاكلبيرغ، ألاباما، هو عضوٌ في الحزب الجمهوري.

## مناصب
تولى منصب عضو مجلس النواب الأمريكي.

## التعليم
تعلم في جامعة ألاباما.